# Tricase Calcio 1997-1998
Questa voce raccoglie le informazioni riguardanti il Tricase Calcio nelle competizioni ufficiali della stagione 1997-1998.

## Rosa
| N. |                   | Ruolo | Calciatore           |
| -- | ----------------- | ----- | -------------------- |
| -  | Italia (bandiera) | P     | Stefano Ambrosi      |
| -  | Italia (bandiera) | C     | Antonio Bucciarelli  |
| -  | Italia (bandiera) | C     | Massimo Carnevale    |
| -  | Italia (bandiera) | A     | Giampiero Cazzella   |
| -  | Italia (bandiera) | D     | Mario Chianello      |
| -  | Italia (bandiera) | D     | Vito Chiuri          |
| -  | Italia (bandiera) | D     | Bruno Cirillo        |
| -  | Italia (bandiera) | C     | Giuseppe Contaldo    |
| -  | Italia (bandiera) | A     | Luigi Corvo          |
| -  | Italia (bandiera) | P     | Leonardo Della Torre |
| -  | Italia (bandiera) | C     | Cristiano Di Tommaso |
| -  | Italia (bandiera) | D     | Germano Fragliasso   |
| -  | Italia (bandiera) | D     | Ivano Giordano       |

| N. |                   | Ruolo | Calciatore         |
| -- | ----------------- | ----- | ------------------ |
| -  | Italia (bandiera) | C     | Agostino Iacobelli |
| -  | Italia (bandiera) | D     | Daniele Lasalandra |
| -  | Italia (bandiera) | D     | Davide Mazzotta    |
| -  | Italia (bandiera) | C     | Giuseppe Mazzotta  |
| -  | Italia (bandiera) | A     | Orazio Mitri       |
| -  | Italia (bandiera) | C     | Cristian Mortari   |
| -  | Italia (bandiera) | C     | Giuliano Nichil    |
| -  | Italia (bandiera) | A     | Giuseppe Pede      |
| -  | Italia (bandiera) | C     | Roberto Piazzani   |
| -  | Italia (bandiera) | A     | Roberto Ria        |
| -  | Italia (bandiera) | D     | David Sabatini     |
| -  | Italia (bandiera) | A     | Manuel Tinelli     |